# Felsőszilvási ortodox kolostor
A felsőszilvási ortodox kolostor műemlék épület Romániában, Hunyad megyében. A romániai műemlékek jegyzékében a HD-II-m-A-03447 sorszámon szerepel.